# Orbitosiphon
Orbitosiphon es un género de foraminífero bentónico de la subfamilia Lepidorbitoidinae, de la familia Lepidorbitoididae, de la superfamilia Orbitoidoidea, del suborden Rotaliina y del orden Rotaliida. Su especie tipo es Lepidocyclina (Polylepidina) punjabensis, la cual ha sido considerada un sinónimo subjetivo posterior de Orbitosiphon tibeticus. Su rango cronoestratigráfico abarca el Paleoceno.

## Clasificación
Orbitosiphon incluye a las siguientes especies:
- Orbitosiphon praepunjabensis †
- Orbitosiphon punjabensis †
- Orbitosiphon tibeticus †